# Gregory Peck
Pour les articles homonymes, voir Peck.
Gregory Peck, né le 5 avril 1916 à San Diego et mort le 12 juin 2003 à Los Angeles, est un acteur américain.
Grande star du Hollywood des années 1950 et 1960, Gregory Peck interprète de nombreux rôles restés célèbres : dans La Maison du docteur Edwardes (1945), Duel au soleil (1946), Le Mur Invisible (1947), Capitaine sans peur (1951), Vacances romaines (1953), Moby Dick (1956), Les Canons de Navarone (1961), Les Nerfs à vif (1962) ou encore La Malédiction (1976). Son rôle le plus célèbre et le plus marquant pour des générations de cinéphiles reste cependant celui de l'avocat Atticus Finch (en) dans Du silence et des ombres (1962), personnage qui figure à la première place du classement des AFI's 100 Years... 100 Heroes and Villains des 100 plus grands héros de films du cinéma américain.
Il fut aussi connu pour être l'incarnation du gentleman, à la ville comme à l'écran. Viril, bel homme, garant des valeurs et de la morale dans ses films, il déclara à la fin de sa vie vouloir que l'on se souvienne de lui comme d'un bon père et d'un bon mari avant tout.
Il est classé douzième acteur de légende du cinéma américain par l'American Film Institute.

## Biographie

### Jeunesse

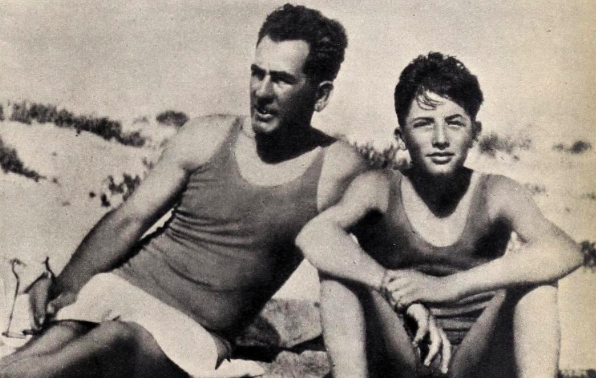
Gregory Peck aux côtés de son père, dans les années 1930.

Né dans le quartier de La Jolla à San Diego (Californie), Eldred Gregory Peck est le fils unique de Gregory Peck, pharmacien / chimiste d'origines anglo-irlandaise né en Angleterre, et, de Bernice Mae Ayres née au Missouri d'origines anglo-écossaise, convertie au catholicisme, religion de son mari.
Sa grand-mère paternelle irlandaise, Catherine Ashe, est liée au nationaliste irlandais Thomas Ashe (en) qui prit part à l'insurrection de Pâques 1916 (année de naissance de Peck).
Malgré leur pratique stricte de la religion catholique, les parents de Gregory Peck divorcent alors qu'il n'a que cinq ans ; il est alors pris en charge par sa grand-mère. Il est ensuite envoyé à dix ans dans une école militaire catholique de Los Angeles, puis à la San Diego High School (en). Une fois diplômé, il s'inscrit à l'université d'État de San Diego puis à Berkeley.
À partir de 1936, il commence à développer un intérêt pour la comédie et s'implique dans la section de théâtre de Berkeley. Il apparaît dans cinq pièces durant ses années d'études. À la même époque, il doit travailler pour pouvoir financer ses études. Pendant une courte période, il travaille comme conducteur de camion pour une entreprise pétrolière, puis comme aide-cuisinier. Gregory Peck dira plus tard de ses années passées à Berkeley :

« It was a very special experience for me and three of the greatest years of my life. It woke me up and made me a human being » (« Ce fut une expérience très spéciale pour moi et trois des meilleures années de ma vie. Cela m'a éveillé et fait de moi un être humain »). »

En remerciement à son entraîneur, Ky Ebright, Peck fait un don de 25 000 dollars à sa section de Berkeley en 1997.
Après avoir obtenu son diplôme en langue anglaise, il enlève légalement le « Eldred » de son nom et part à New York étudier à la Neighborhood Playhouse, une école de comédie réputée. Il manque alors souvent de moyens et dort quelquefois à Central Park. En 1939, il travaille à l'Exposition universelle puis comme guide pour la chaîne de télévision NBC.

### Débuts
Gregory Peck fait ses débuts à Broadway dans la pièce d'Emlyn Williams The Morning Star (1942) puis dans The Willow and I avec Edward Pawley et The Doctor's Dilemma. À cette même période, il épouse Greta Kukkonen Rice avec laquelle il a trois enfants.
Il gagne en popularité durant la Seconde Guerre mondiale, bien qu'exempté de service militaire en raison de maux de dos. Ce problème de dos serait dû à un mauvais mouvement durant une leçon de danse avec Martha Graham, mais la Twentieth Century Fox préfère annoncer qu'il  résulte d'un accident d'aviron à l'université. Gregory Peck en dit plus tard :

« In Hollywood, they didn't think a dance class was macho enough, I guess. I've been trying to straighten out that story for years (« À Hollywood, ils ne pensaient pas que les cours de danse étaient assez macho, je suppose. J'ai essayé de rectifier cette histoire pendant des années »). »

### Carrière cinématographique

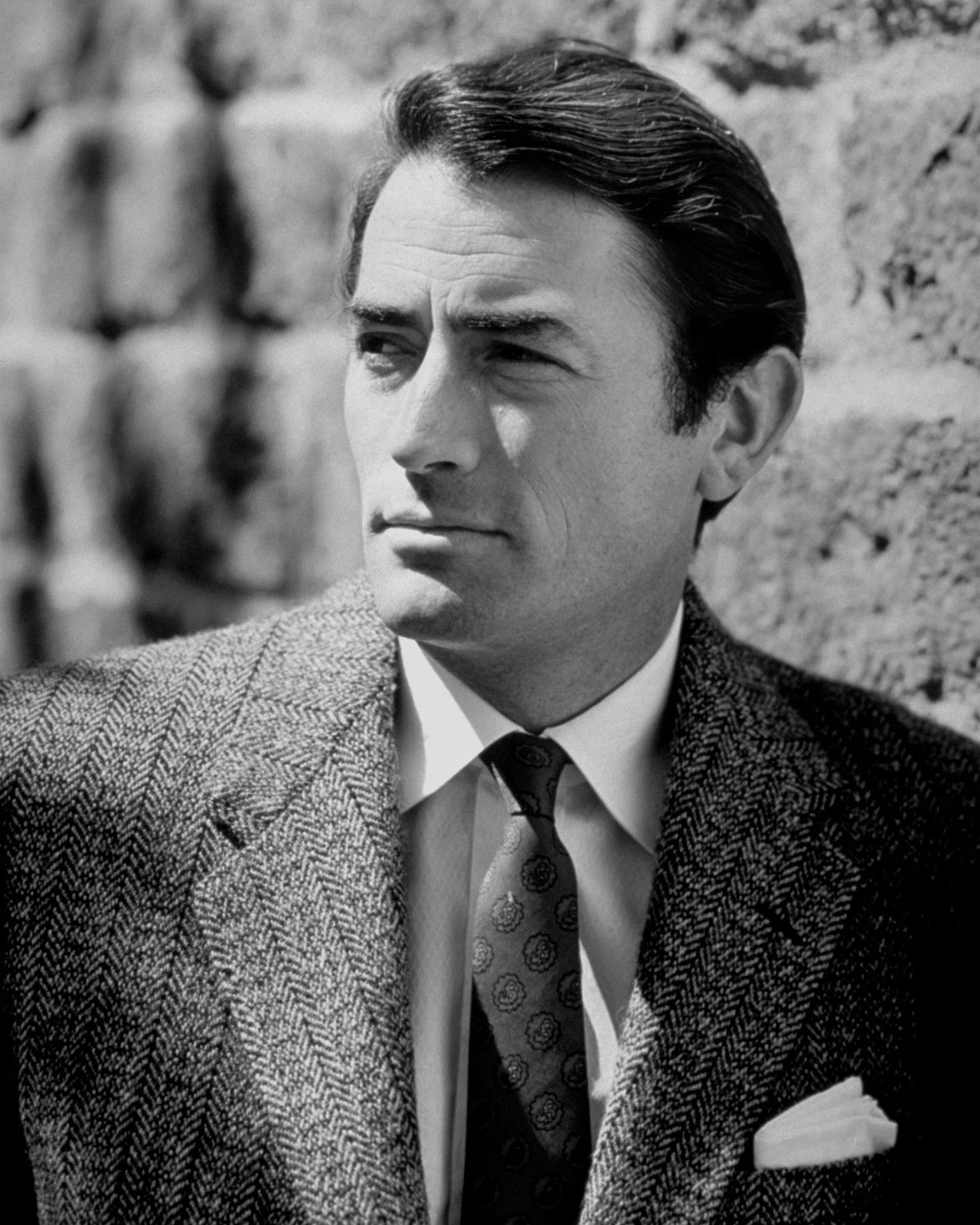
Photographie publicitaire de Gregory Peck dans les années 1940.

Gregory Peck arrive à Hollywood en 1944 avec quatre contrats en poche. Jacques Tourneur lui donne son premier emploi au cinéma : le rôle principal de Jours de gloire (1944).
Il est immédiatement pris sous contrat par David O. Selznick qui prépare la production de Les Clés du royaume (1944). Bien que quelques critiques qualifient son jeu d'inexpressif, Gregory Peck est nommé cinq fois au cours de sa carrière pour l'Oscar du meilleur acteur, dont quatre au cours de ses premières années au cinéma avec : Les Clés du royaume, Jody et le Faon (1946), Le Mur invisible (1947, aux côtés de Dorothy McGuire) et Un homme de fer (1949).
Il remporte l'Oscar à sa cinquième nomination, pour le rôle d'Atticus Finch (en) dans Du silence et des ombres (To Kill a Mockingbird, 1962), adaptation du roman éponyme d'Harper Lee. Sorti en pleine lutte des Noirs américains pour obtenir l'égalité des droits civiques, ce film a pour thème l'injustice dont est victime un Noir de l'Alabama, accusé à tort de viol. Dans ce film, Peck joue un avocat, veuf et père de deux enfants, qui doit défendre cet homme   injustement accusé contre la société raciste du Sud. Du silence et des ombres aurait été le film préféré de l'acteur. Le personnage qu'il interprète, Atticus Finch, est désigné en 2003, soit deux semaines avant la mort de l'acteur, par l’American Film Institute comme le plus grand héros de l'histoire du cinéma américain (avec en 2e place Indiana Jones et en 3e James Bond).

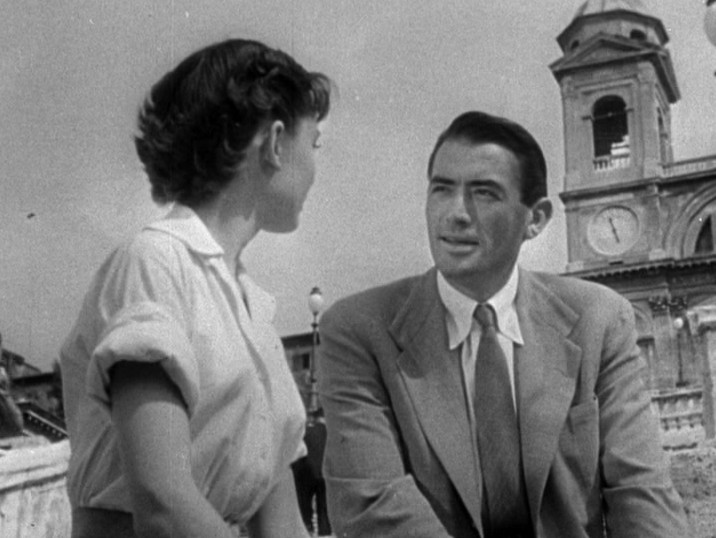
Avec Audrey Hepburn dans Vacances romaines (1953).

L'acteur a eu une carrière prolifique, dont certains films se démarquent : Les Canons de Navarone (1961), film de guerre avec David Niven et Anthony Quinn ;  Moby Dick (1956) de John Huston ; deux collaborations avec Alfred Hitchcock (La Maison du docteur Edwardes en 1945 et Le Procès Paradine en 1947), ainsi que Vacances romaines (1953) aux côtés d'Audrey Hepburn, celle-ci remportant son premier Oscar grâce à ce film. Gregory Peck et Audrey Hepburn furent des amis proches jusqu'à la mort de celle-ci : c'est d'ailleurs lui qui lui présenta son premier mari, Mel Ferrer.
Parallèlement à sa carrière, Peck fonde en 1949 dans sa ville natale La Jolla Playhouse (en), un théâtre professionnel à but non lucratif situé sur le campus de l'université de Californie à San Diego, avec ses amis Mel Ferrer et Dorothy McGuire.

### Relations avec la politique
En 1947, alors que beaucoup à Hollywood figurent déjà sur une liste noire de personnalités soupçonnées de communisme, Gregory Peck signe une lettre accusant le House Un-American Activities Committee (Comité des activités anti-américaines) et condamnant les investigations menées par Joseph McCarthy dans l'industrie du cinéma. Quand, en 1958, il tourne avec Henry King le western psychologique Bravados traitant d'une vengeance injustifiée, il déclare avoir voulu dénoncer le maccarthysme.

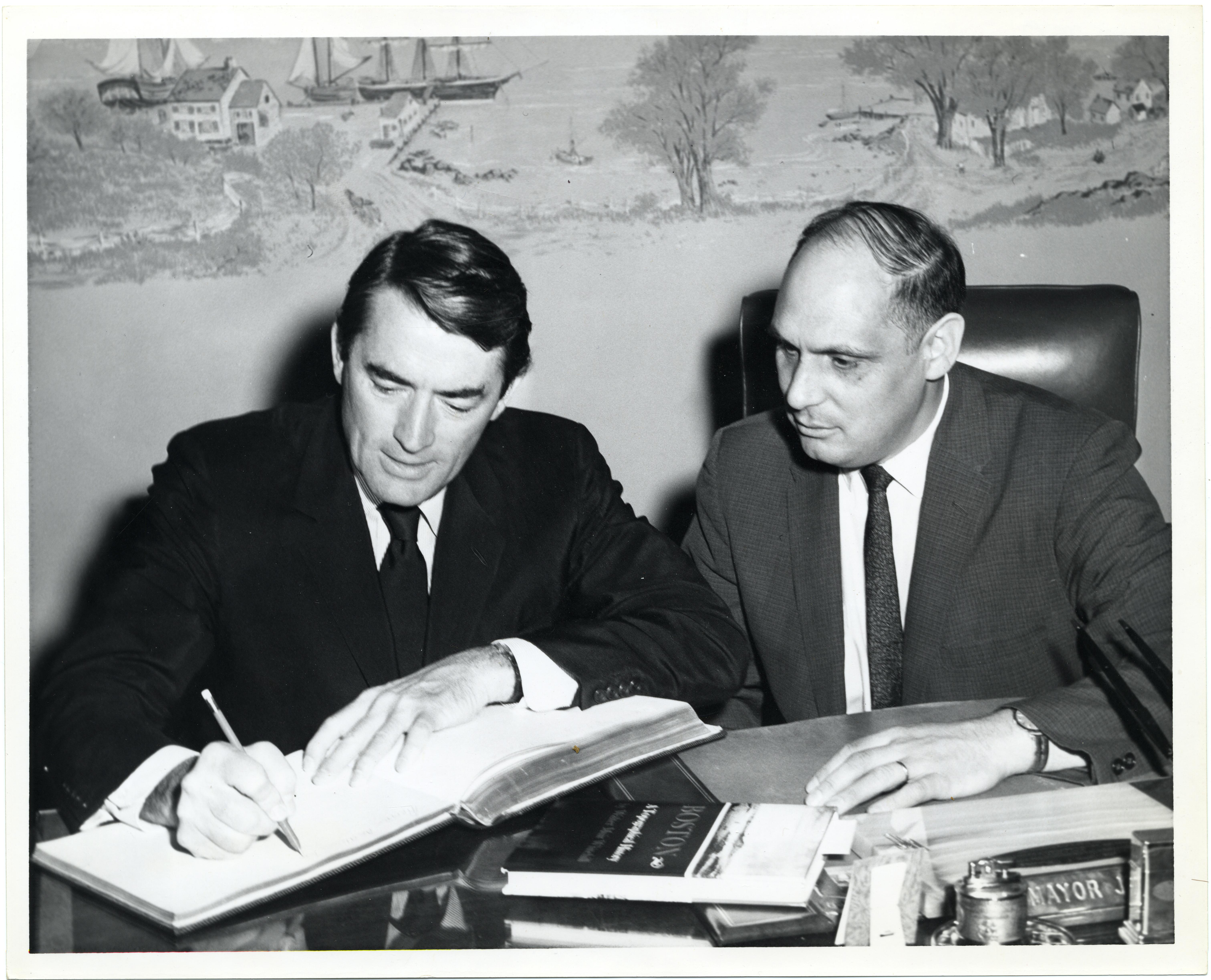
Gregory Peck avec le maire de Boston, Henry Scagnoli, vers 1968.

Il prend également la parole pendant la guerre du Viêt Nam, alors que son propre fils Stephen y combat. En 1972, il produit l'adaptation cinématographique de la pièce de Daniel Berrigan, Les Neuf de Catonsville, sur le procès d'un groupe de Vietnamiens accusés de désobéissance civile.
En 1977, malgré son hésitation initiale à interpréter le général Douglas MacArthur pour le film MacArthur, le général rebelle, il en ressort avec une grande admiration pour l'homme.
Sympathisant du Parti démocrate, Gregory Peck est envisagé, dans les années 1970, comme un candidat possible contre Ronald Reagan au poste de gouverneur de Californie.
Dans une interview, il révèle aussi que le président Lyndon B. Johnson, alors candidat à sa réélection, lui avait proposé un poste d'ambassadeur des États-Unis en Irlande (poste que Peck aurait volontiers accepté en considération de son ascendance irlandaise).
Il encourage un de ses fils, Carey, dans sa carrière politique pour l'élection de la chambre des représentants en Californie. Mais celui-ci échoue par deux fois à entrer au Congrès en 1978 et 1980. Il perd les deux fois avec de faibles écarts de voix, obtenant 49 % en 1978 et 46,5 en 1980 contre le républicain Bob Dornan (en) (un ancien acteur).
Gregory Peck est présent aux côtés de Line Renaud (et en direct à la télévision, dans leur voiture commune, avec aussi Madame Peck, présentée par Line Renaud), lorsque la chanteuse française va féliciter Jacques Chirac à l'occasion de sa victoire à l'élection présidentielle, le 17 mai 1995.

### Fin de carrière et mort

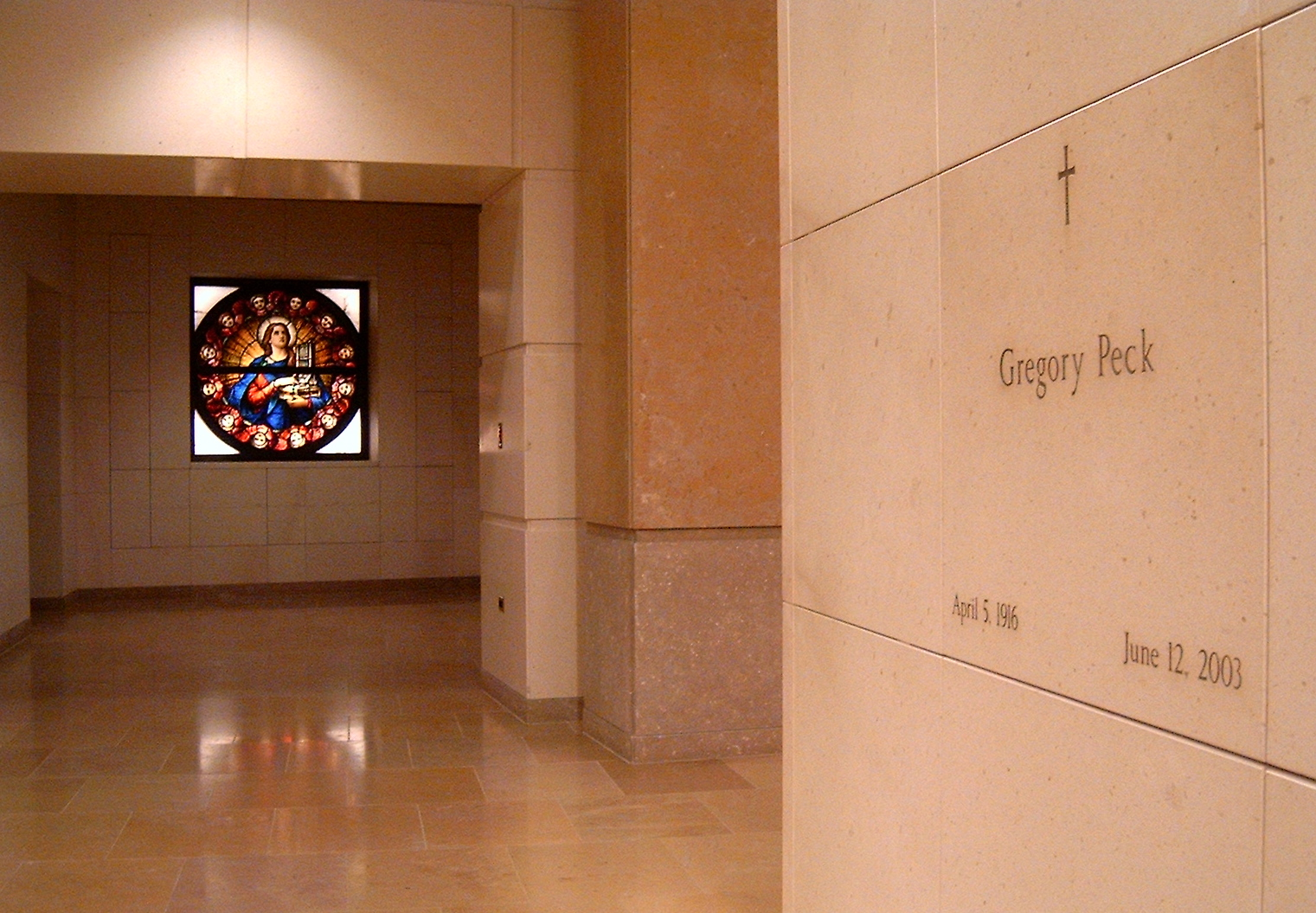
La tombe de Gregory Peck à la cathédrale Notre-Dame-des-Anges de Los Angeles.

Dans les années 1980, Gregory Peck interprète le rôle d'Abraham Lincoln dans le téléfilm Les Bleus et les Gris. Il joue aussi dans The Scarlet and The Black, téléfilm sur un prêtre catholique qui sauve des juifs et des réfugiés du nazisme durant la Seconde Guerre mondiale.
L'acteur se retire du métier en 1991. Tout comme Cary Grant, il passe les dernières années de sa vie à parcourir le monde, multipliant les discours et les conférences.
Il meurt à l'âge de 87 ans dans son sommeil, des suites d'une pneumonie, le 12 juin 2003, à Los Angeles. Il est inhumé à la cathédrale Notre-Dame-des-Anges de Los Angeles. Sa femme Véronique Peck meurt à l'âge de 80 ans, le 17 août 2012, à son domicile de Los Angeles.

### Vie privée

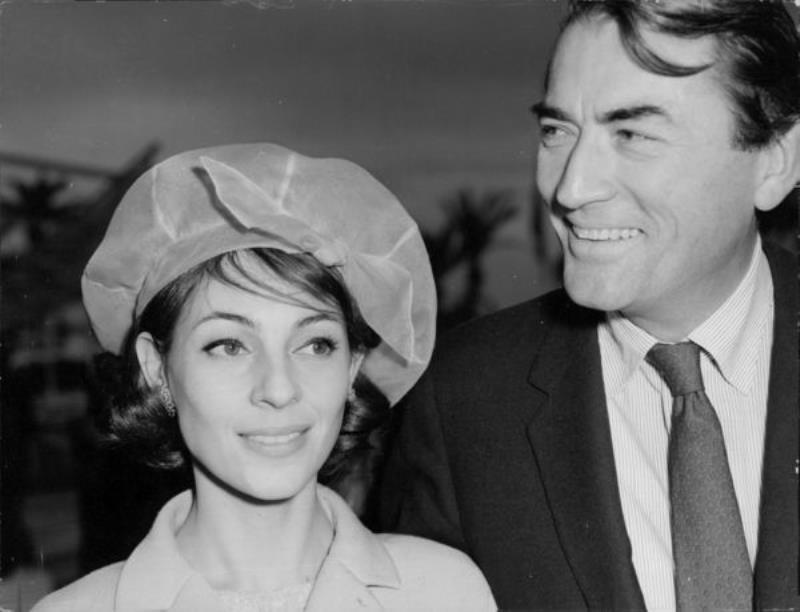
Véronique et Gregory Peck, dans les années 1950.

De sa première épouse Greta Kukkonen (1911-2008), avec laquelle il est marié de 1942 à 1954, Gregory Peck a eu trois fils : Jonathan (né en 1944 et qui se suicide en 1975), Stephen (né en 1945) — père de l'acteur Ethan Peck — et Carey (né en 1949).

Au cours d'une interview en 1953, il répond aux questions d'une journaliste française de France-Soir, Véronique Passani, avant de se rendre en Italie pour tourner Vacances romaines avec Audrey Hepburn. Six mois plus tard, il invite Passani à déjeuner. Ils deviennent alors inséparables. Il l'épouse le 31 décembre 1955, soit le jour où est prononcé son divorce d'avec Greta Kukkonen, mère de ses trois fils. Par amour pour lui, la journaliste abandonne son travail et s'installe aux États-Unis. Ils ont un fils, Anthony (né en 1956) et une fille, Cecilia (née en 1958), tous deux devenus acteurs.

## Filmographie

### Acteur

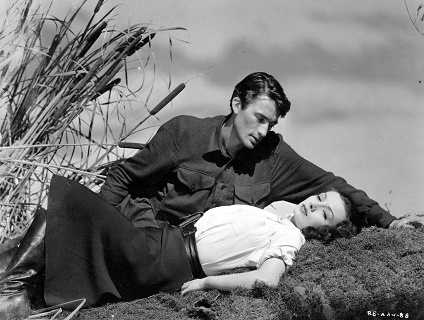
Gregory Peck aux côtés de Tamara Toumanova dans son premier film, Jours de gloire (1944).

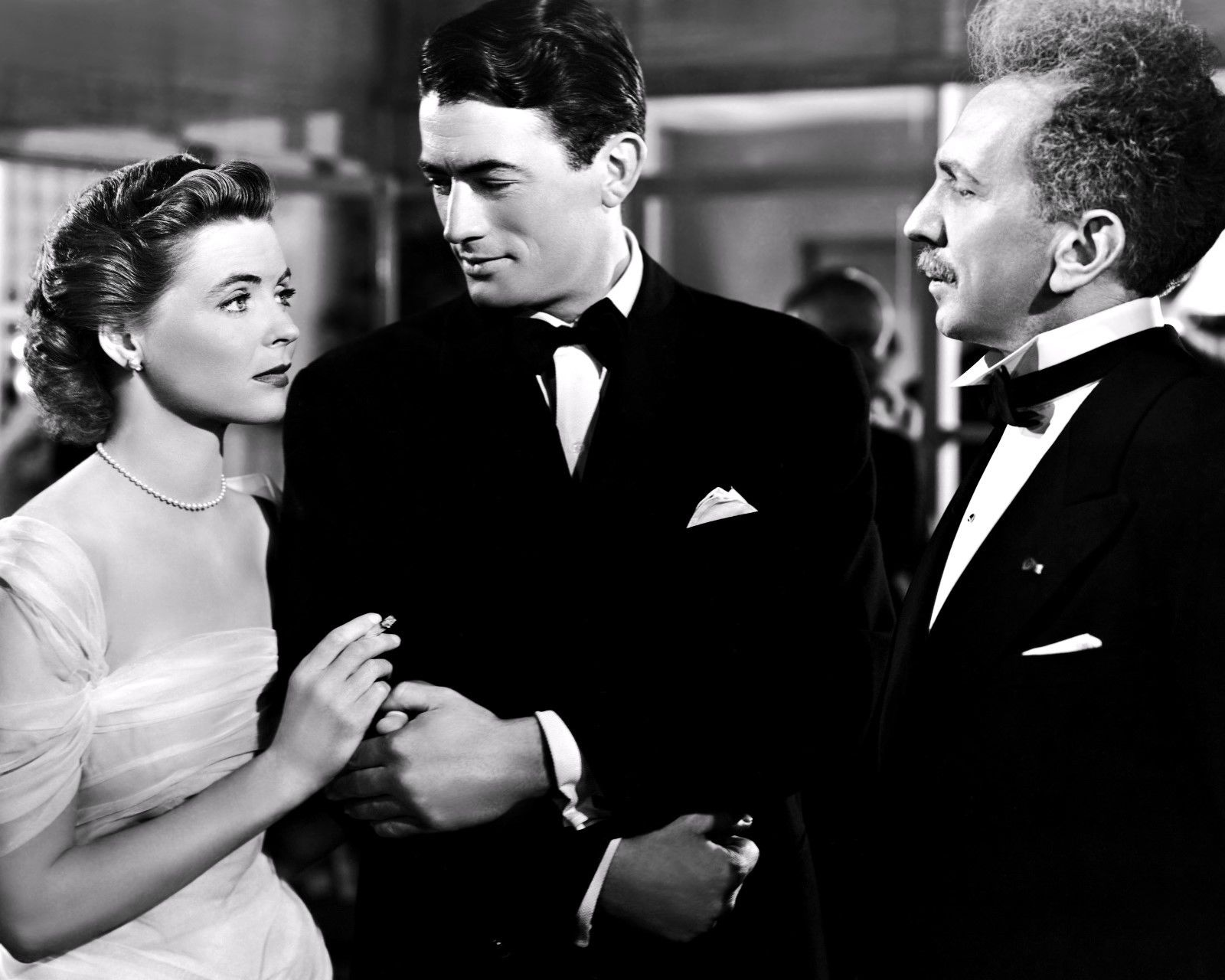
Avec Dorothy McGuire et Sam Jaffe dans Le Mur invisible (1947).

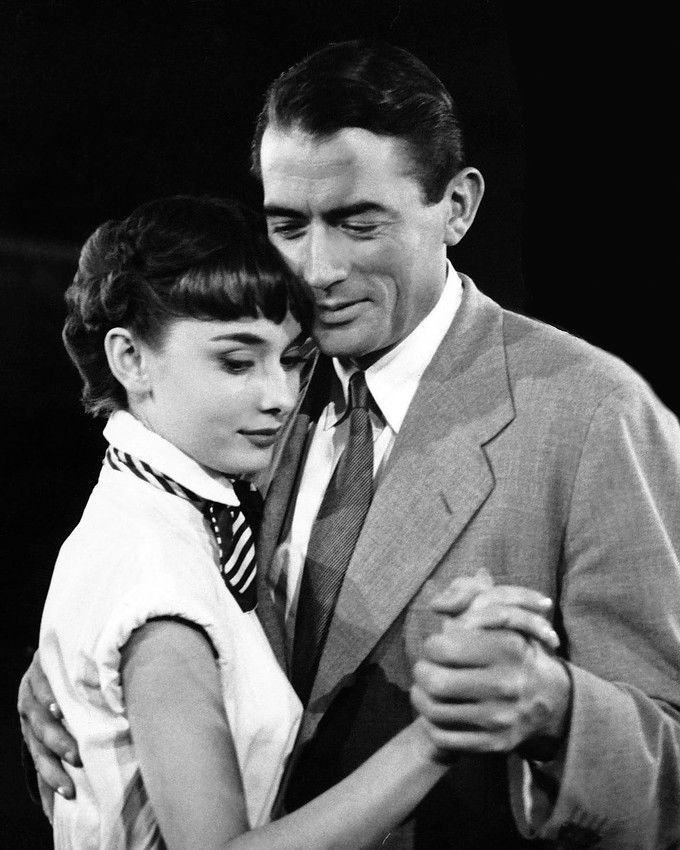
Avec Audrey Hepburn dans une photographie promotionnelle pour Vacances romaines (1953).

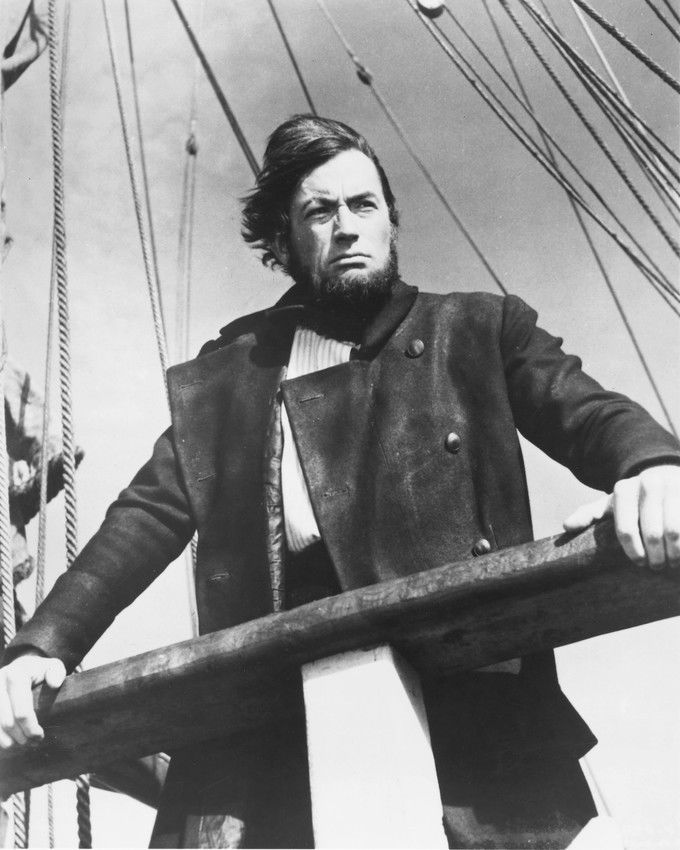
Gregory Peck dans le rôle du capitaine Achab pour Moby Dick (1956).

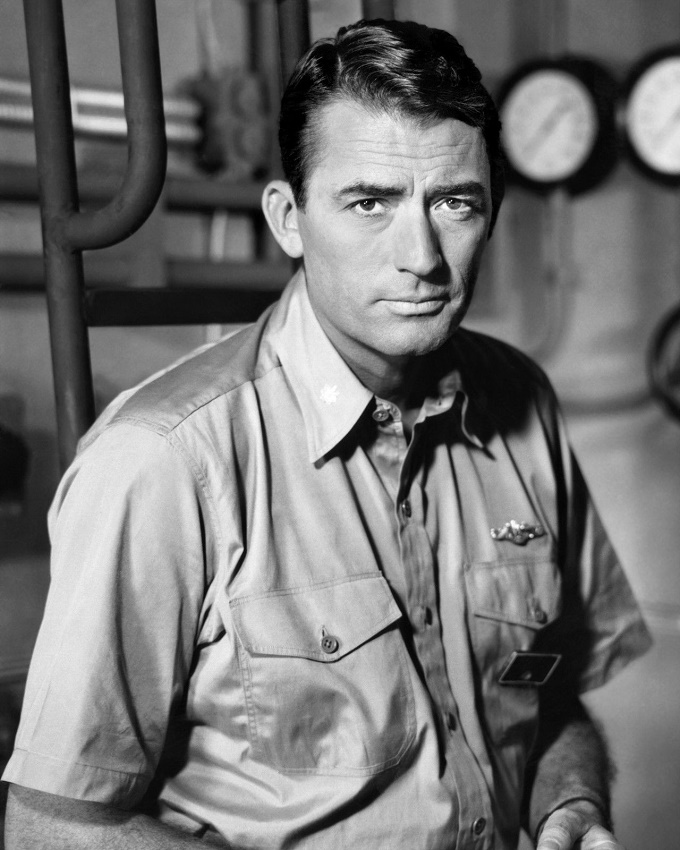
Photographie publicitaire pour le film Le Dernier Rivage (1959).

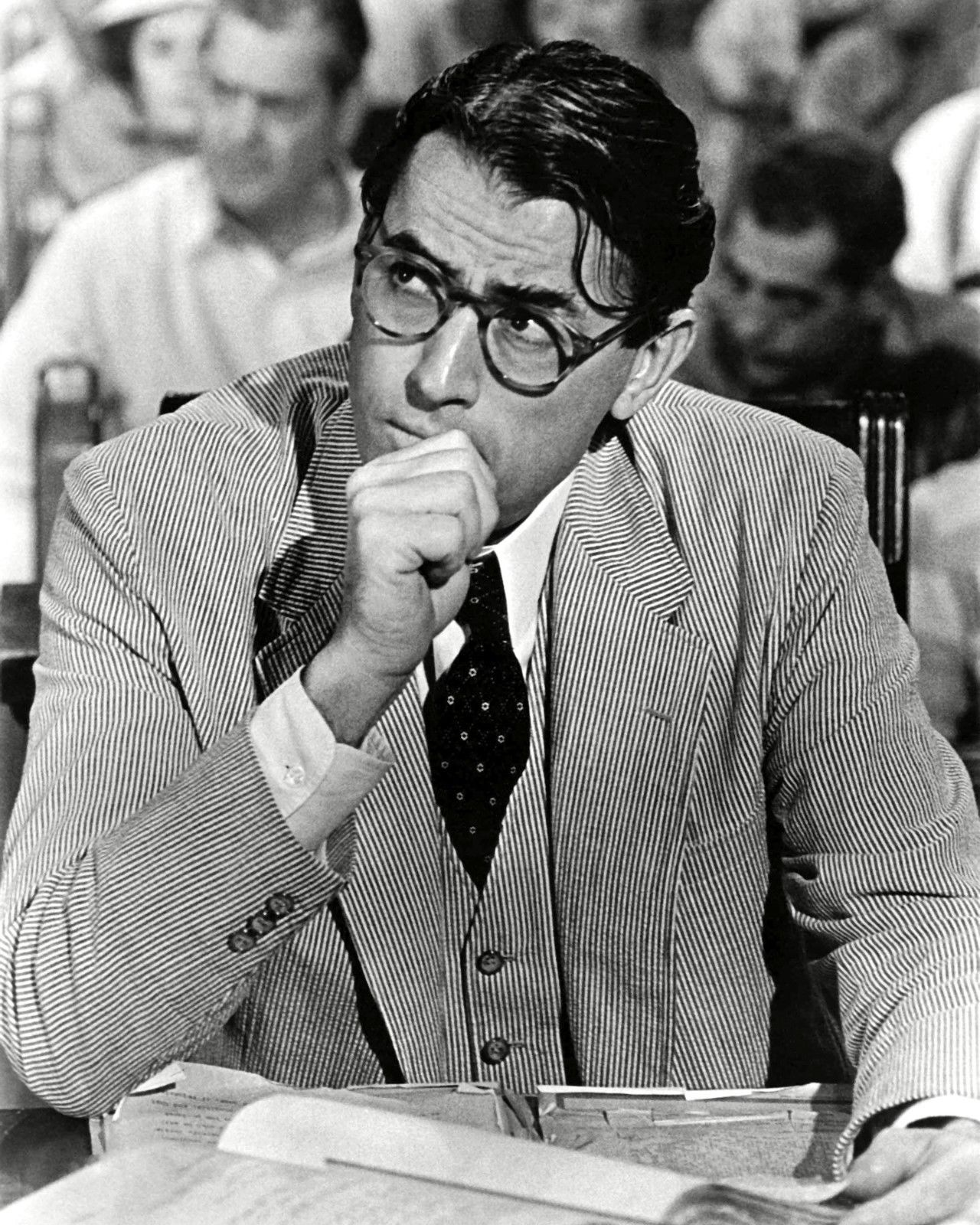
Dans son rôle d'Atticus Finch pour Du silence et des ombres (1962), pour lequel l'acteur remporta l’Oscar du meilleur acteur.

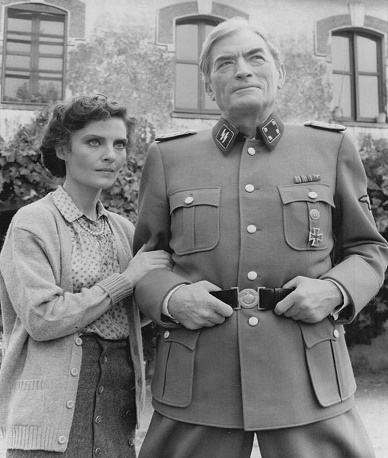
Avec Olga Karlatos dans le téléfilm La Pourpre et le Noir (1983).

#### Années 1940
- 1944 : Jours de gloire (Days of Glory) de Jacques Tourneur : Vladimir
- 1944 : Les Clés du royaume (The Keys of the Kingdom) de John M. Stahl : Père Francis Chisholm
- 1945 : La Vallée du jugement (The Valley of Decision), de Tay Garnett : Paul Scott
- 1945 : La Maison du docteur Edwardes (Spellbound) d'Alfred Hitchcock : John Ballantine
- 1946 : Jody et le Faon (The Yearling) de Clarence Brown : Penny Baxter
- 1946 : Duel au soleil (Duel in the Sun) de King Vidor : Lewt McCanles
- 1947 : L'Affaire Macomber (The Macomber Affair) de Zoltan Korda : Robert Wilson
- 1947 : Le Mur Invisible (Gentleman's Agreement) d'Elia Kazan : Phil Green
- 1947 : Le Procès Paradine (The Paradine Case) d'Alfred Hitchcock : Anthony Keane
- 1948 : La Ville abandonnée (Yellow Sky) de William Wellman : Stretch
- 1949 : Passion fatale (The Great Sinner) de Robert Siodmak : Pedja
- 1949 : Un homme de fer (Twelve O'Clock High) de Henry King : Général Frank Savage

#### Années 1950
- 1950 : La Cible humaine (The Gunfighter) d'Henry King : Jimmie Ringo
- 1951 : Fort Invincible (Only the Valiant), de Gordon Douglas : Capitaine Richard Lance
- 1951 : Capitaine sans peur (Captain Horatio Hornblower) de Raoul Walsh : Capitaine Horatio Hornblower
- 1951 : David et Bethsabée (David and Bathsheba), d'Henry King : Le Roi David
- 1952 : Le monde lui appartient (The World in His Arms) de Raoul Walsh : Jonathan Clark
- 1952 : Les Neiges du Kilimandjaro (The Snows of Kilimandjaro) de Henry King : Harry Street
- 1953 : Vacances romaines (Roman Holiday) de William Wyler : Joe Bradley
- 1954 : Les Gens de la nuit (Night People) de Nunnally Johnson : Colonel Steve Van Dyke
- 1954 : L'Homme au million (The Million Pound Note) de Ronald Neame : Henry Adams
- 1954 : La Flamme pourpre (The Purple Plain) de Robert Parrish : Bill Forrester
- 1956 : L'Homme au complet gris (The Man in the Gray Flannel Suit) de Nunnally Johnson : Tom Rath
- 1956 : Moby Dick de John Huston : Capitaine Achab
- 1957 : La Femme modèle (Designing Woman) de Vincente Minnelli : Mike Hagen
- 1958 : Bravados (The Bravados) de Henry King : Jim Douglass
- 1958 : Les Grands Espaces (The Big Country) de William Wyler : James McKay
- 1959 : La Gloire et la Peur (Pork Chop Hill) de Lewis Milestone : Lieutenant Joe Clemons
- 1959 : Un matin comme les autres (Beloved Infidel) de Henry King : F. Scott Fitzgerald
- 1959 : Le Dernier Rivage (On the Beach) de Stanley Kramer : Dwight Towers

#### Années 1960
- 1961 : Les Canons de Navarone (The Guns of Navarone) de Jack Lee Thompson : Capitaine Keith Mallory
- 1962 : Les Nerfs à vif (Cape Fear) de Jack Lee Thompson : Sam Bowden
- 1962 : La Conquête de l'Ouest (How the West Was Won) de John Ford, Henry Hathaway et George Marshall : Cleve Van Valen
- 1962 : Du silence et des ombres (To Kill a Mockingbird) de Robert Mulligan : Atticus Finch
- 1963 : Le Combat du capitaine Newman (Captain Newman, M.D.) de David Miller : Capitaine Josiah Newman
- 1964 : Et vint le jour de la vengeance (Behold a Pale Horse) de Fred Zinnemann : Manuel Artiguez
- 1965 : Mirage de Edward Dmytryk : David Stillwell
- 1965 : John F. Kennedy: Years of Lightning, Day of Drums (documentaire) : le narrateur
- 1966 : Arabesque de Stanley Donen : David Pollock
- 1968 : L'Homme sauvage (The Stalking Moon) de Robert Mulligan : Sam Varner
- 1969 : L'Homme le plus dangereux du monde (The Chairman) de Jack Lee Thompson : John Hathaway
- 1969 : L'Or de MacKenna (MacKenna's Gold) de Jack Lee Thompson : MacKenna
- 1969 : Les Naufragés de l'espace (Marooned) de John Sturges : Charles Keith

#### Années 1970
- 1970 : Le Pays de la violence (I Walk the line) de John Frankenheimer : Sherif Henry Tawes
- 1971 : Quand siffle la dernière balle (Shout Out) de Henry Hathaway : Clay Lomax
- 1973 : Un colt pour une corde (Billy Two Hats) de Ted Kotcheff : Deans
- 1976 : La Malédiction (The Omen) de Richard Donner : Robert Thorn
- 1977 : MacArthur, le général rebelle (Mac Arthur) de Joseph Sargent : General Douglas MacArthur
- 1978 : Ces garçons qui venaient du Brésil (The Boys from Brazil) de Franklin J. Schaffner : Dr Josef Mengele

#### Années 1980 et 1990
- 1980 : Le Commando de Sa Majesté (The Sea Wolves) de Andrew V. McLaglen : Lewis Pugh
- 1982 : Les Bleus et les Gris d'Andrew McLaglen (série télévisée) : Abraham Lincoln
- 1983 : La Pourpre et le Noir (The Scarlet and the Black) de Jerry London : Hugh O'Flaherty (téléfilm)
- 1987 : La Force du silence (Amazing Grace and Chuck) de Mike Newell : le président
- 1989 : Old Gringo de Luis Puenzo : Ambrose Bierce
- 1991 : Larry le liquidateur (Other People's Money) de Norman Jewison : Andrew Jorgenson
- 1991 : Les Nerfs à vif (Cape Fear) de Martin Scorsese : Lee Heller
- 1993 : Le Portrait (The Portrait) d'Arthur Penn : Gardner Church (téléfilm)
- 1995 : Un voyage avec Martin Scorsese à travers le cinéma américain (A Personal Journey with Martin Scorsese Through American Movies) de Martin Scorsese : lui-même
- 1998 : Moby Dick : Père Mapple (TV)
- 1999 : From Russia to Hollywood: The 100-Year Odissey of Chekhov and Shdanoff de Frederick Keeve : le narrateur
- 1999 : Conversation avec Gregory Peck (A Conversation with Gregory Peck) de Barbara Kopple : lui-même

### Producteur
- 1958 : Les Grands Espaces (The Big Country), de William Wyler avec Gregory Peck et Jean Simmons
- 1972 : Les Neuf de Catonsville (The Trial of the Catonsville Nine), de Gordon Davidson (en) avec Gwen Arner (en), Ed Flanders
- 1974 : La Grande Traversée (The Dove) de Charles Jarrott avec Joseph Bottoms, Deborah Raffin
- 1993 : Le Portrait (The Portrait), de Arthur Penn avec Gregory Peck et Lauren Bacall

## Distinctions

### Récompenses

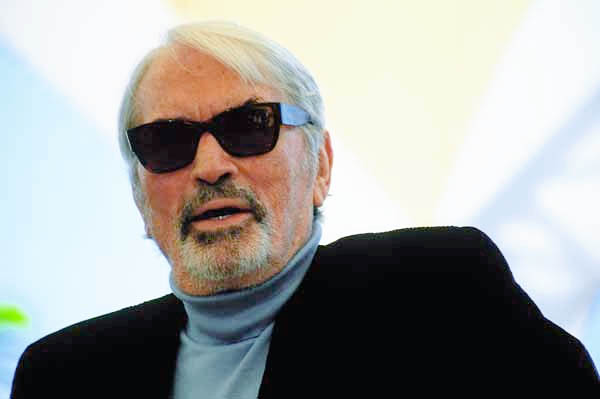
Gregory Peck au festival de Cannes 2000.

- 1947 : Golden Globe du meilleur acteur dans un film dramatique pour Jody et le Faon
- 1963 : Oscar du meilleur acteur pour Du Silence et des Ombres
- 1963 : Golden Globe du meilleur acteur dans un film dramatique pour Du Silence et des Ombres
- 1969 : Cecil B. DeMille Award pour l'ensemble de sa carrière
- 1971 : Screen Actors Guild Life Achievement Award
- 1986 : Prix Donostia au Festival de Saint-Sébastien
- 1989 : AFI Life Achievement Award
- Berlinale 1993 : Ours d'or d'honneur
- 1996 : Crystal Globe
- 1999 : Golden Globe du meilleur acteur dans un second rôle dans une série, une mini-série ou un téléfilm pour Moby Dick

### Nominations
- Oscars du cinéma :
  - 1946 : nomination à l'Oscar du meilleur acteur pour Les Clés du royaume.
  - 1947 : nomination à l'Oscar du meilleur acteur pour Jody et le Faon.
  - 1948 : nomination à l'Oscar du meilleur acteur pour Le Mur Invisible.
  - 1950 : nomination à l'Oscar du meilleur acteur pour Un homme de fer.
- Golden Globes :
  - 1978 : nomination au Golden Globe du meilleur acteur dans un film dramatique pour MacArthur, le général rebelle.
  - 1979 : nomination au Golden Globe du meilleur acteur dans un film dramatique pour Ces garçons qui venaient du Brésil.
- British Academy Film Awards :
  - 1954 : nomination au BAFTA du meilleur acteur étranger pour Vacances romaines.
  - 1964 : nomination au BAFTA du meilleur acteur étranger pour Du Silence et des Ombres.

### Décorations
- Médaille présidentielle de la Liberté (1969), décernée par Lyndon B. Johnson[5]
- National Medal of Arts (1998), décernée par Bill Clinton[5]
- Commandeur de la Légion d'honneur (1995) ; chevalier (1993)[réf. souhaitée]

### Hommages

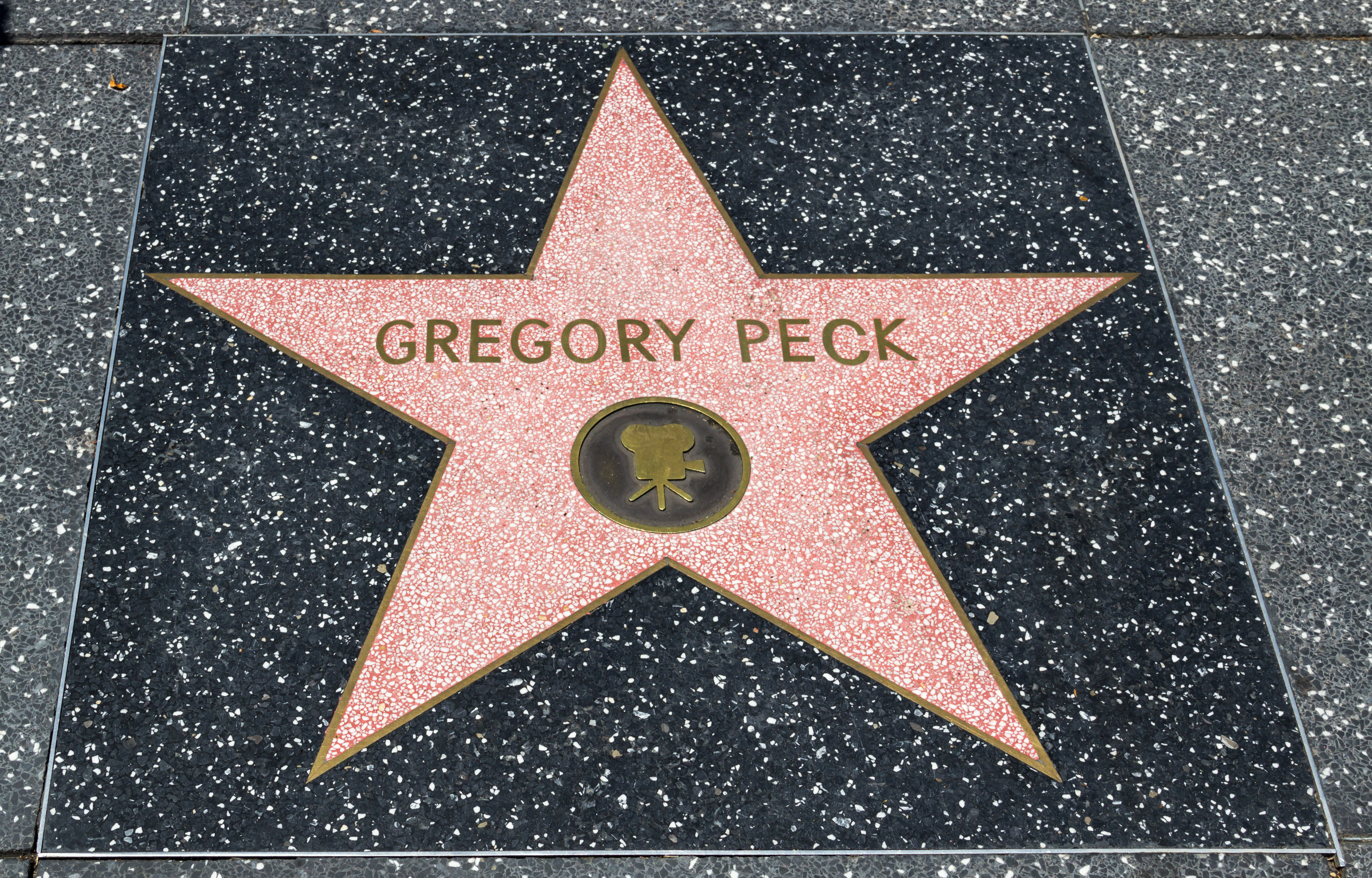
L'étoile de Gregory Peck sur le Hollywood Walk of Fame.

En 1979, Gregory Peck est introduit au Western Performers Hall of Fame du National Cowboy & Western Heritage Museum à Oklahoma City.[réf. souhaitée]
En 1989, il reçoit l'AFI Life Achievement Award décerné par l'American Film Institute. En 1996, il reçoit également un Globe de cristal pour sa contribution artistique au monde du cinéma.[réf. souhaitée]
En 2000, il est fait Docteur es Lettres par l'université nationale d'Irlande. Il est aussi patron de l'« University College Dublin School of Film » (où il nomme Martin Scorsese comme membre honoraire) et siège quelque temps à l'American Cancer Society.[réf. souhaitée]
Il est l'un des premiers à recevoir une étoile sur le Hollywood Walk of Fame dans les années 1960, au 6100 Hollywood Boulevard, mais cette étoile est volée 45 ans plus tard, le 30 novembre 2005 ; elle a été depuis remplacée.
En 2022, le documentaire Grégory Peck, le gentleman acteur, réalisé par Grégory Maitre, a été diffusé en France sur OCS et sur la chaîne franco-allemande Arte, attirant près de 700 000 spectateurs.

## Voix françaises
En France, Gregory Peck fut particulièrement doublé par des comédiens possédant un timbre grave, Marc Valbel et Jean-Claude Michel étant les deux plus réguliers.